# インテリジェント単語認識
インテリジェント単語認識 (英: Intelligent word recognition, IWR)は、制約なしの手書き単語の認識技術である。  IWRは、前身の光学式文字認識（OCR）のように、文字ごとではなく、手書きの単語やフレーズ全体を認識する。 IWR技術は、手書きまたは活字で構成された単語をユーザー定義の辞書と照合することで、一般的な文字認識エンジンで発生するエラーを大幅に削減することができる。
市場に出回っている新技術は、IWR、OCR、ICRを一緒に利用しており、制約付き（手書きまたは活字印刷）または制約なし（自由形式の筆記体）の文書処理に多くの活路を開くものである。IWRはまた、以前は人間だけがキー入力できた手書き文書の手動データ入力の大部分を排除し、自動ワークフローを作成することができる。
筆記体の手書きが使用されている場合、分析された単語ごとに、システムは単語を一連の書記素または文字の部位に分解する。これらのさまざまな曲線、形状、および線は文字を構成し、IWRは、問題の単語に関連付けられた信頼値を計算するために、これらのさまざまな形状およびグループ化を考慮する。 
IWRは、印刷データで適切に機能するICRおよびOCRエンジンを置き換えることを意図したものではない。ただし、IWRはこれらのエンジンに関連する文字エラーの数を減らし、本質的にそれらに適さない、ほとんどが自由形式で認識しにくいデータを含む実際の文書を処理するのに適している。 